# Exochus bimaculatus
Exochus bimaculatus là một loài tò vò trong họ Ichneumonidae.